# ウェールズ料理

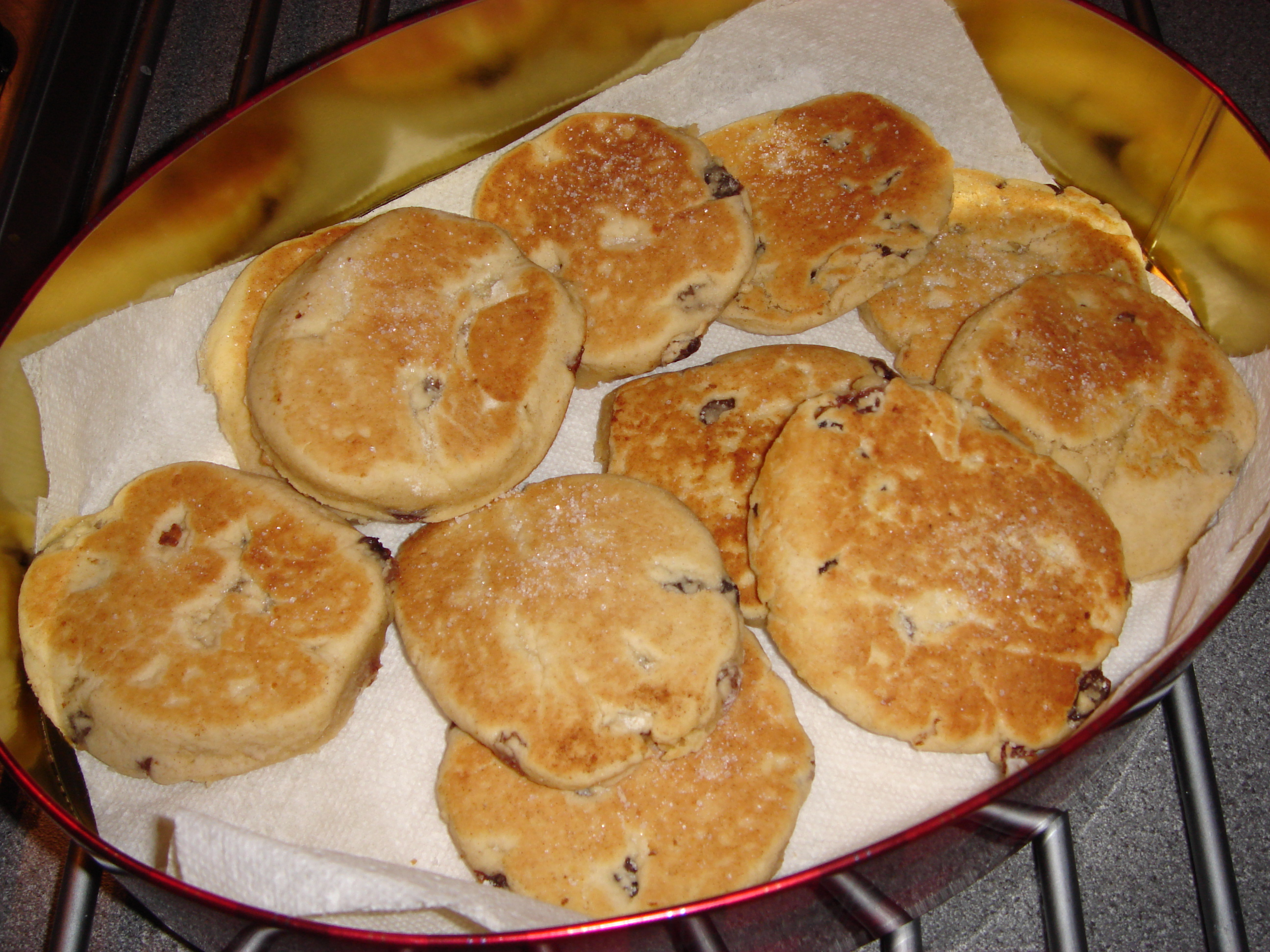
ウェルシュケーキ

ウェールズ料理（ウェールズりょうり、英: Welsh cuisine）は、ウェールズとウェールズ人に関する調理の伝統と慣習である。その材料および/または歴史よりウェールズのものと思われる料理が多数ある一方で、カウル、ウェルシュ・レアビット、レイヴァーブレッド、ウェルシュケーキ、バラブリス、およびグラモーガンソーセージはすべてウェールズを象徴する食品とされている。国内の地域により料理は様々であり、特に歴史的に隔離され自給自足が発展した農村地区のガウアー半島にはかなりの相違がある。ガウアー料理参照。
ブリテン諸島の中で隣り合っている国々から持ち込まれた料理やそれにかかわる慣習がある一方、主にウェールズの労働者生活から独自のウェールズ料理が発展した。こうした国外の料理から影響を受けていない独自の発展は、自前で作ったり入手したりできる限られた食材を使って食事を作る必要性があったために起こった。ウェールズのケルト人と次世代のウェールズの子孫はもともと移牧を実践しており、夏には牛を高地に移動して冬にはふもとの牧場に戻る。自営の農場に定住すると、通常は主に養豚により豚肉、酪農で乳製品を得る。
養羊はウェールズで広く行われており、羊肉は最も伝統的にウェールズに結びついている肉である。肉牛及び乳牛もまた広く牧畜されており、漁業の強い伝統もある。漁業および商業漁業は一般的であり魚介類はウェールズ料理で広く活用されている。
キャベツとリーキ以外の野菜は歴史的に珍しく、リーキは多くの料理で重要な食材となった。リーキは少なくとも400年間にわたりウェールズの国民的象徴であり、ウィリアム・シェイクスピアは『ヘンリー五世』でリーキを飾るウェールズの慣習を登場させた。
1970年以降、ウェールズでは数多くのレストランとガストロパブが急増し、ミシュランの星を獲得したレストランが現在5店ある。

## 歴史
伝統的なウェールズの食品の記録は数少ない。そのかわりレシピは家庭内にとどまり、家庭の女性の間で口頭で伝えられた。記録の不足は1928年にMati Thomasにより浮彫りにされ、著書である18世紀の独自のレシピ集Welsh Culinary Recipesはアイステズボッドを受賞した。
上流階級はウェールズ式のレシピを書き残す技能もやる気も備えていたはずだったが、イングランド式を受け入れて伝統的なウェールズ料理を家の食事としなかった。上流階級の世帯はイングランドの流行をすべて取り入れ、英語の名前さえも取り入れるようになった。ウェールズの伝統的な調理は小作農民の日々の食事が発祥であり、食事がジェントリーの台所で始まり広まった他の文化と異なる。

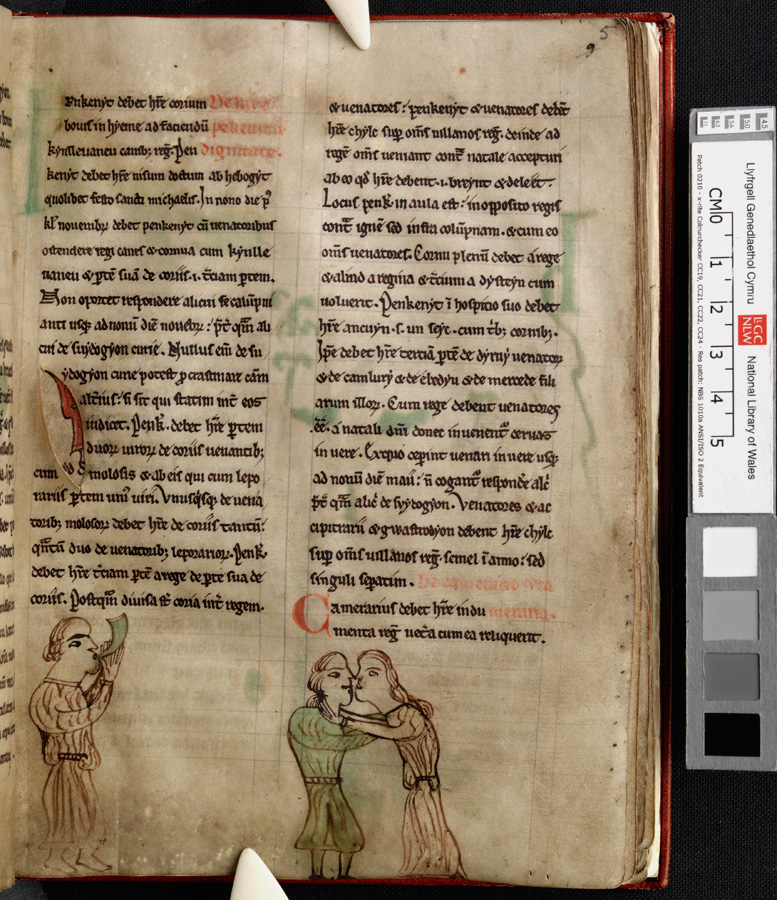
ハウエル善王の法の1ページ

歴史的に、ウェールズ人の王は宮廷を引き連れて巡回の旅をし、行程で訪れる地域の食べ物の献上を求めた。この献上はハウエル善王の法で成文化され、人々はビール、パン、肉と乳製品、キャベツとリーキ以外はわずかの野菜で暮らしたことを示している。この法は当時のウェールズでの生活の相違にどれだけの価値があったかを示し、例えば富は牛で計測された。また宮廷には狩猟者もいたが、その狩猟期は制限されていたこともわかる。
11世紀はじめにかけて、ウェールズの共同体はまとまった開拓地の建設を始めた。食べ物は床の上の直火釜で調理し、数日の間新鮮な食材を加えながら再加熱するようにしていた。むらなく焼くために火の上に置く平らな石、ベイクストーンで調理する料理もある。
ヘンリー2世時代の聖職者、ウェールズのジェラルドは1188年のウェールズ遠征の後、「人口のすべてが、ほぼエンバクと家畜、牛肉、チーズとバターの生産で生活している。ウェールズの台所で多様な料理を期待してはならず、食欲を満たす味付けの美味しいものは無い」と記した。中世のウェールズでは、台所でタイム、セイボリー、およびミントを使ったが、一般的なハーブは料理向けでなく医療用に使うことが多かった。

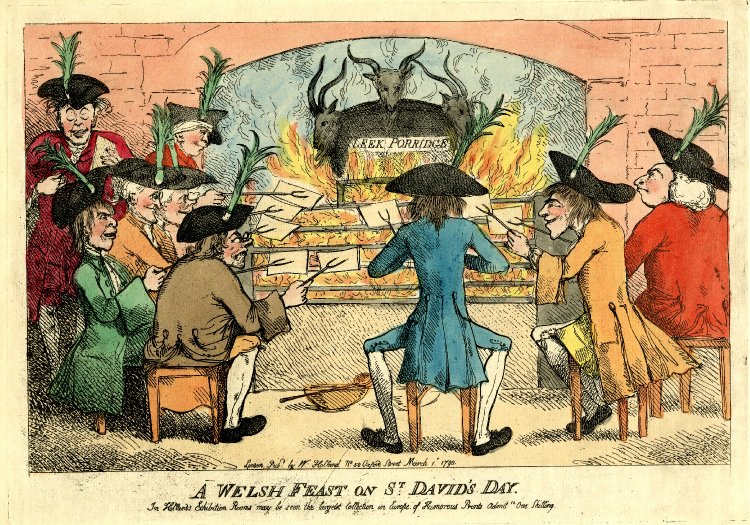
『聖デイヴィッドの日の饗宴』、ウェールズ人のリーキ依存を示す風刺画、1790年

18世紀末にかけて、ウェールズの地主は小作農業ができるように土地を分割した。小作地では野菜の耕作、同様に養牛、養豚、そしてわずかに養鶏が行われていた。18世紀および19世紀はウェールズ人にとって不安な時期であった。ウェールズの食糧暴動は、坑夫が食糧不足は供給の問題であると非難して1740年に始まり、ウェールズ全体に広まり続いた。最悪の暴動は1790年代に穀物不足により起こった。これは強制徴募や高額な道路税賦課によって起こった政情の流動化と同時に発生し、農民はほとんど利益をあげられない状態に陥っていた。1790年代中頃の坑夫による暴動の結果、グラモーガンの治安判事は暴動者たちに値引きして穀物を販売した。同時に治安判事たちはまた政府からの軍事援助でこれ以上の暴動を抑えることも要求した。貧困層においてはコミュニティ内で人々が緊密に結びついており、および農民は労働者より少し上に位置していたため、暴動を起こした人々は農民と穀物商人をジェントリーよりも非難していた。
食糧暴動のほとんどは1801年に終わり、この行動への政治的な反応は残ってはいたものの、統率力の欠如ゆえほとんど何も起こることはなかった。1870年代までにウェールズの60％は570の家族に所有されており、こうした人々は農業をすることはなかった。かわりに労働者を雇用しており、こうした労働者たちはトーリー党へ投票するか失業するかという選択を強制されていた。
19世紀末頃に、ウェールズ周辺の炭坑と製鉄業の発展がイタリア系ウェールズ人の移民をもたらした。移住した労働者の家族はイタリア文化をウェールズ社会と統合し、イタリアのアイスクリームとイタリアのカフェは、現在ウェールズ社会に定着している。
1960年代においても、孤立している地域ではピーマンやナスのようなブリテン島の大部分では入手できる主要な農作物が入手できなかった。ウェールズにおける職人の手による農産加工品は、極めて限られているかほとんど存在しないような状態で、農場では独自でチーズを生産することはほとんど無く、ウェールズのワインは品質が良くなかった。1990年代までに、歴史的なウェールズの食べ物が復活した。ファーマーズマーケットはより人気となり、ウェールズのオーガニック野菜と農場生産のチーズがスーパーマーケットで販売されるようになった。他の近年のウェールズにおける特徴はよりとらえにくいもので、スーパーマーケットの加塩バターとレイヴァーブレッドまたは肉屋が「cawl meat」と名付けたハラミ販売などがあげられる。
レストランは品質が高いウェールズ産の食材を促進し、ウェールズの農産品の消費を奨励し、それらを使う新作料理を作った。これによってウェールズ産の食品がロンドンや北アメリカの高価なデリカテッセンに並ぶこととなった。しかしながら、ウェールズ人の普段の食事は、インド、中国およびアメリカからの影響をより受けている。最も人気の料理はチキンティッカマサラで、次にハンバーガーまたは炒麺が人気である。このような食品が人気の結果、ウェールズはブリテン島で最も脂質を消費し、肥満率が最も高い。

## 地域のバリエーション
ウェールズでは地域により食べ物にいくつかの相違がある。この相違の元は中世の料理にさかのぼる。食材は歴史的に栽培可能なものに限られていた。高地の湿潤な気候により穀物はエンバクに限られ、より肥沃な低地では大麦や小麦を生育できた。沿岸部の住民の食事には魚介類や海藻が含まれ、内陸部の住民は穀物を野草の種で補って十分な食糧とした。
ローマ人およびノルマン人の侵攻は占領された肥沃な地域に影響を与えた。人々はより「洗練された食習慣」を学んだ。山間部の地域に残った人々は逆に伝統的な調理法を継続した。Pot craneのような調理器具を20世紀末まで使い続けた。
ウェールズの他の地域と顕著な相違がある唯一の地域がガウアー半島であり、陸上交通網の不足により隔離されている。その代わりにブリストル海峡対岸のサマセットやデヴォンの影響を大きく受けている。ウェールズの他の地域でほとんど見られないホワイトポットのような料理やカボチャのような食材がガウアーでは珍しくなくなった。

## 生産品
ウェールズの食べ物は、料理自体よりも食材の歴史で辿ることが適している。

### 肉と魚

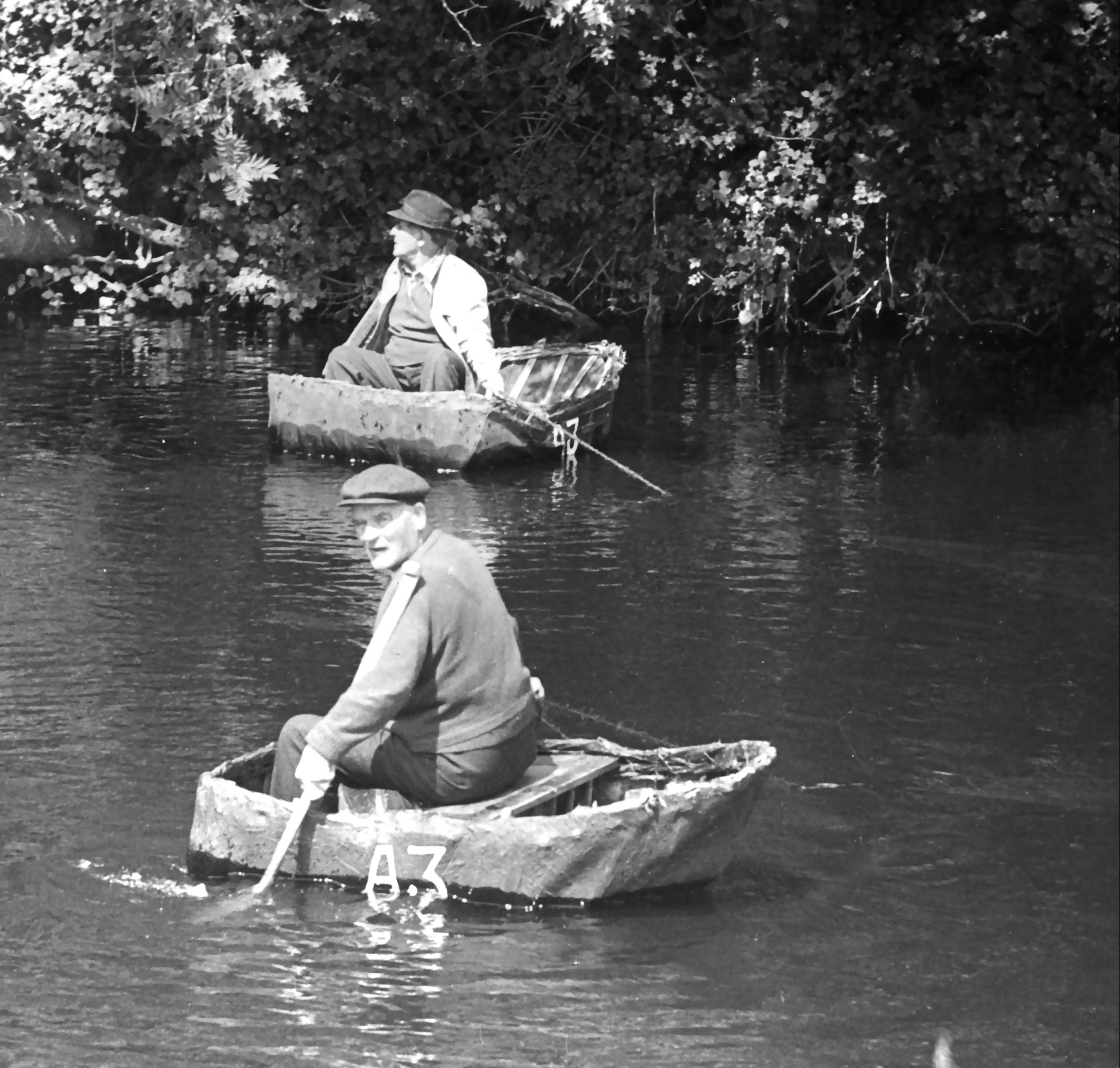
コラクルに乗る漁師、1972年

ウェールズの品種の飼育牛は多数あり、1874年にさかのぼる品種のウェルシュブラックも含まれる。養牛はウェールズの農業生産の大部分を占める。1998年の牛肉の生産はウェールズの農業生産の23％を占め、2002年には乳製品が農業生産の25％を占めた。ウェールズ種の牛肉は欧州連合の地理的表示保護対象であり、ウェールズで完全に飼育し肉処理しなければならない。
豚はウェールズの民族が初期に主に食べた肉であり、塩蔵して容易に保存することができる。1700年まで、多数で多様なウェールズの品種のブタが飼育された。鼻が長く背部が肉厚で、通常明るい色だが暗い色やスポッテッドの品種もあった。現在、ウェールズの豚は、白色種のウェルシュ種やランドレース種を集約型養豚場で、またはブリティッシュ・サドルバック、ウェルシュ種または交雑種を放牧して飼育している。
ウェールズの高原は羊やヤギなどの放牧に適しており、これらの家畜はウェールズと強く結びつくようになった。大規模な養羊はシトー会の修道士が、主に羊毛のため、また羊肉のために始めた。16世紀のはじめまで、ウェールズの羊肉はイギリス各地に普及した。近代的の合成繊維が羊毛より普及すると、ウェールズの羊は肉のためだけに飼育された。20世紀末には、1100万頭の羊がウェールズで養羊された。ウェールズで最も多く飼育された羊はウェルシュ・マウンテン・シープで、他の品種よりも著しく小さいがウェールズの地形により適し、子羊は低地での2匹以上飼育と異なり、1匹だけ育てる；マウンテン・シープは肉質が風味豊かとされている。ウェールズの農家は、人工授精や超音波による羊の脂身の測定などの科学的飼育を開始し、肉の品質を向上させた。
ウェールズの沿岸部および河岸部では、様々な魚を漁獲している。サケのひき網
のような伝統漁法は、2000年にも存在し続けた。柳の骨組みと獣皮で作る質素な船、ウェールズのコラクルはローマ人により記録され、20世紀にもまだ使用されている。水揚げすると、風干しおよび燻煙または塩蔵する。
塩蔵に適した魚、ニシン漁が確立した；最も盛んな港はアベリストウィスで、1724年には一晩での1000バレル以上のニシンを獲ったとことが何度も取り上げられている。ニシンは、サバ、サーモン、シートラウトと共に、ウェールズ料理において主要な魚であった。サーモンは豊かなため安価で貧困層向けであった。調理時に水分が抜けやすいトラウトは、リーキの葉で巻いたりベーコンやオートミールで覆って調理した。魚料理の多くはウェールズで豊富に野生するフェンネルを添えて供される。
ロブスター漁は特にカーディガン湾で小規模で行われていたが、ほとんどが輸出向けのみであった。ウェールズの漁民は利益が少ないカニを食べることが多い。ザルガイはローマ人の時代から漁獲され、今も手すき鍬とヘラによる伝統的手法で漁獲される。ガウアー半島では今もザルガイの漁獲をしているが、漁業権を得ること困難で資源が低下しているため、カーマーゼンシャー湾付近の村ではもはや漁獲していない。

### 乳製品

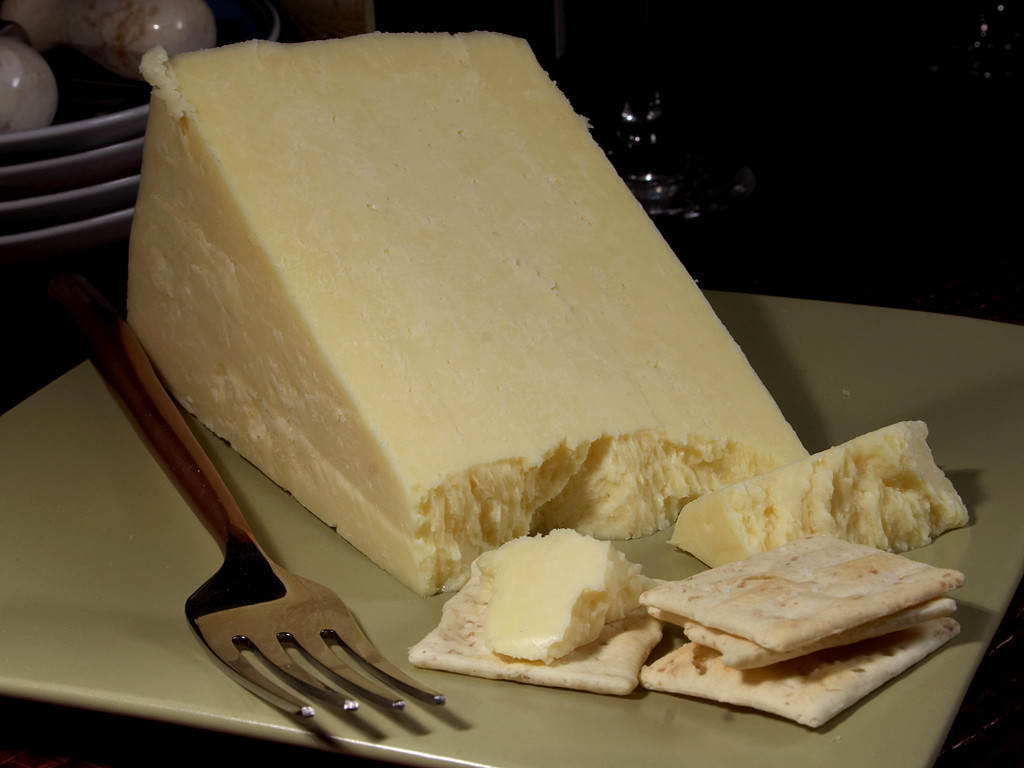
ケアフィリチーズ

牛はケルト人の富の基準であったため、バターとチーズは通常は牛乳で作られた。ケルト人はイギリスにおける最初のバター生産者の中にあり、ローマ人が国から去って数百年の間、バターは調理の主要な材料でありソースの基本である。塩はウェールズのバターで重要な調味料であったが、初期のウェールズのチーズでも、チーズ生産工程でも水に浸すなどに用いた。
ウェールズではまた、焼いたチーズが最初に普及した。ウェルシュ・レアビットの原型は中世に作られ、15世紀の中頃までにレアビットは国民的料理となった。ウェールズの酸性土壌により、そこで育った牛乳で作るチーズは柔らかく、焼き料理には適しおらず、ウェールズの人々はチェダーのようなより固いチーズと交換した。
ウェールズで最も有名なチーズはケアフィリチーズであり、1831年に名付けられたが、ずっと昔から作られていた。元々は市場に出すまでの過剰な牛乳の保存方法であったが、ほとんどのチーズは長期間保存できなかった。第二次世界大戦後の牛乳配給のため、チーズ生産は停止されたが、イングランドでは作られていた。そこで、チーズは非常に早く作られ、熟成処理のはじめに販売された。1970年代にケアフィリチーズは再びウェールズで生産され、続く数十年の間に様々なチーズもウェールズで生産された。

### 穀物

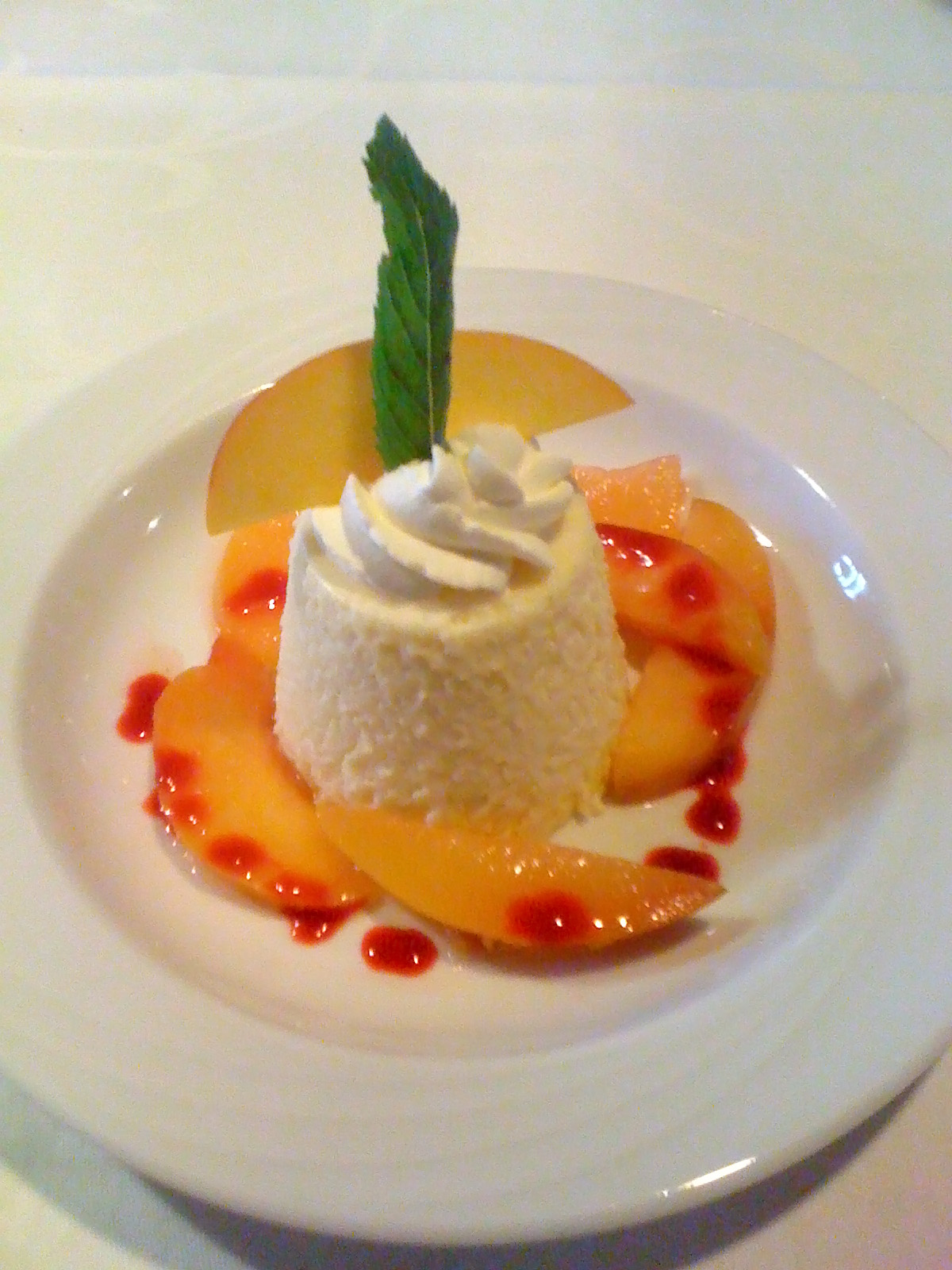
フラマリー

石器時代に遡り、ウェールズの民族は野生の穀物を使って粗いパンを作った。ローマ人の侵攻の時まで、ケルト人のパンの技能は向上して、白パンやブラウンブレッドを作るまでになった。ローマ人侵攻により多くのウェールズ人は住みにくい高地に移住し、そこで栽培できる穀物はエンバク、大麦およびライ麦だけであった。エンバクと大麦のパンは19世紀までウェールズで食べられる主要なパンであり、ライ麦パンは医療目的で作られた。エンバクは、ポタージュとして知られる肉または肉と野菜のシチューのかさ増しに使われた。
ウェールズではLlymruと呼ばれる料理も作った。これは細かく曳いたオートミールを長時間水に浸して固まるまで煮て作る。このブラン・マンジェ風の料理はウェールズの外で人気となり、英語では元の発音ができないため新たにフラマリーと名付けられた。類似した料理、sucanは、粗びきのオートミールで、より粗い出来上がりとなる。

### 野菜

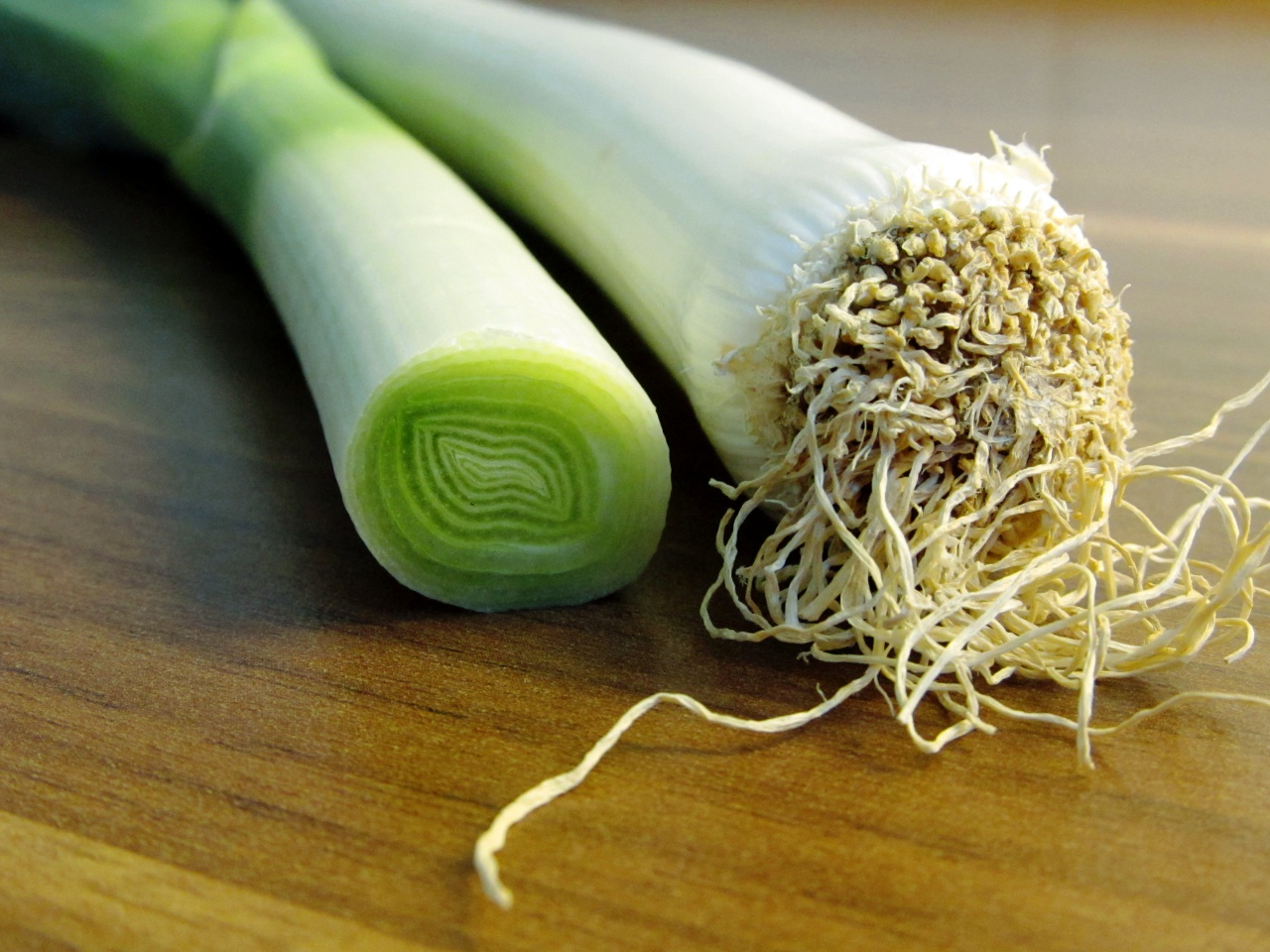
ウェールズの国民的野菜、リーキ

ケルトの法律は、放牧した牛から保護する柵で囲むべきであると記し、キャベツとリーキに関する特定の規定をした。この2つの緑の野菜だけが法律で特に言及されているが、まだ耕作していない植物が料理に使われていた。リーキはウェールズ料理で大変重要となり - カウルやグラモーガンソーセージを含む多くの象徴的料理の材料であり - ウェールズの国の野菜となった。
ジャガイモはイギリスに16世紀に渡ったが、ウェールズ民族に受け入れられるのは遅かった；18世紀はじめに、穀物の不作によりウェールズの主食となった。ジャガイモが主食になると、早速カウルのようなウェールズ料理の材料となり、使用する伝統が培われた。第二次世界大戦の始まりにもあった伝統は、収穫時期に家庭が提供できる労働者それぞれに、隣の農地に80-ヤード (73-メートル)のジャガイモの列を育てることができることだった。

## ウェールズの料理
その材料によりウェールズの料理と思われる料理は数多くあるが、いくつかが典型的なウェールズ料理である。カウル、ウェルシュ・レアビット、レイヴァーブレッド、ウェルシュケーキ、バラブリス（「まだらのパン」の意味）、およびグラモーガンソーセージといった料理はすべてウェールズの象徴的食べ物である。
カウルは英語の「cowl」と同じ発音であり、ウェールズの国民的料理とされる。起源は11世紀にまで戻り、当初は簡素な肉（ほとんどがベーコン）と野菜のスープで、家族が農場で働く間に1日かけてじっくり料理した。これは数日間で段階を追って作ることができ、最初は肉のストック（煮出し汁）をつくり、続いて野菜を加える。出来上がると脂が鍋の表面に抜け、それから最初はスープ、次はシチューと2つの別の料理として供することができた。残りには新鮮な野菜を上に加えて、1週間のコースとすることもできた。18世紀と19世紀の間に、出汁に使う肉の量は最小となり、替わりにジャガイモでかさ増しした。現在、カウルは牛肉でなく羊肉を入れることが多く、オートミールのダンプリングまたはtrolliesという干ブドウ入りダンプリング入りで供される。伝統的にカウルは「特別な彫刻入り木製スプーン」で木製椀で食べる。
ウェールズの焼きチーズの嗜好が、トーストしたパンに味付けしとろけたチーズを盛り付けたウェルシュ・レアビット、またはウェルシュ・ラビットをもたらした。チーズはチェダーチーズや類するハードタイプである必要がある。1725年にもウェルシュ・ラビットと呼ばれ、ウェールズ語のcows pobiと同様の名前ではなかった。ウェールズの民族は、地主がウサギ狩りを許可せず高価なためウサギを食べることはほとんどないため、この名前はウェールズを中傷するものであった。名前はラビットからレアビットに変化したが、ウェールズ料理から中傷を取り除くため、または単純な言葉の再説明でメニューを楽しくするためと考えられる。
レイヴァーブレッドまたはBara Lawrは、ウェールズの特産品である。海藻のPorphyra umbilicalisを、レイヴァーとして知られるピュレ状になるまで10時間以上かけてゆっくり調理する。この海藻はオートミールと共に調理してレイヴァーブレッドを作ることができる。ベーコンとザルガイを添えて朝食に、または小さなパティにして揚げて供した。現在、レイヴァーブレッドは水洗いし5時間調理して切ってから塩を加えて容器詰めして商業生産される。
グラモーガンソーセージはウェールズのベジタリアンソーセージである。肉や皮を含まず、通常ケアフィリチーズ、ときにはチェダーチーズにリーキまたは春タマネギを加えて作る。この混ぜたものをパン粉でくるんでソーセージの形に丸めて調理する。グラモーガンソーセージの発祥は19世紀はじめに戻り、当時このソーセージには豚の脂が入っていた。
ウェルシュケーキまたはpice ar y maen（「石の上のケーキ」の意味）は小さく丸い香辛料がきいたケーキであり、伝統的にベイクストーンで、近年はグリドルで調理する。出来上がると、温かいまま、または冷まして、そのままでまたは砂糖やバターをまぶして供される。レーズン、サルタナ、あるいはカラントを混ぜた生地はショートブレッドに似ている、つまりグリドルで調理するとビスケットほどの密度があり、オーブンで調理すると若干ケーキのようになる。
バラブリスは、ウェールズの農村が発祥のフルーツローフで、乳鉢と乳棒で甘い香辛料をすり潰す。歴史的に酵母とバターを加えて作るが、近年はベーキングパウダーとマーガリンで作ることが多い。含まれる果物は干しレーズン、カラントおよび果物の皮の砂糖漬けであり、これらは調理の前に冷ました紅茶に浸す。通常、アフタヌーンティーで薄切りにしてバターを添えて供され、ウェールズのティーブレッドとして知られる。バラブリスの意味は「まだらのパン」であるが、南ウェールズではteisen dorthと呼ばれてレシピにはサルタナが加わり、アルゼンチンのウェールズ移民はtorta negraと呼ぶ。

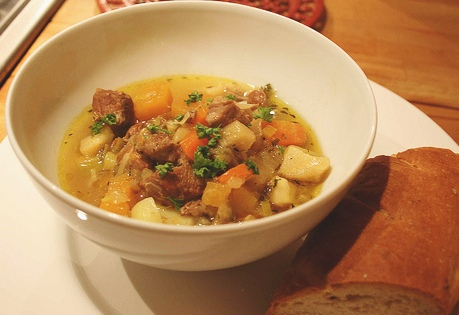
カウル
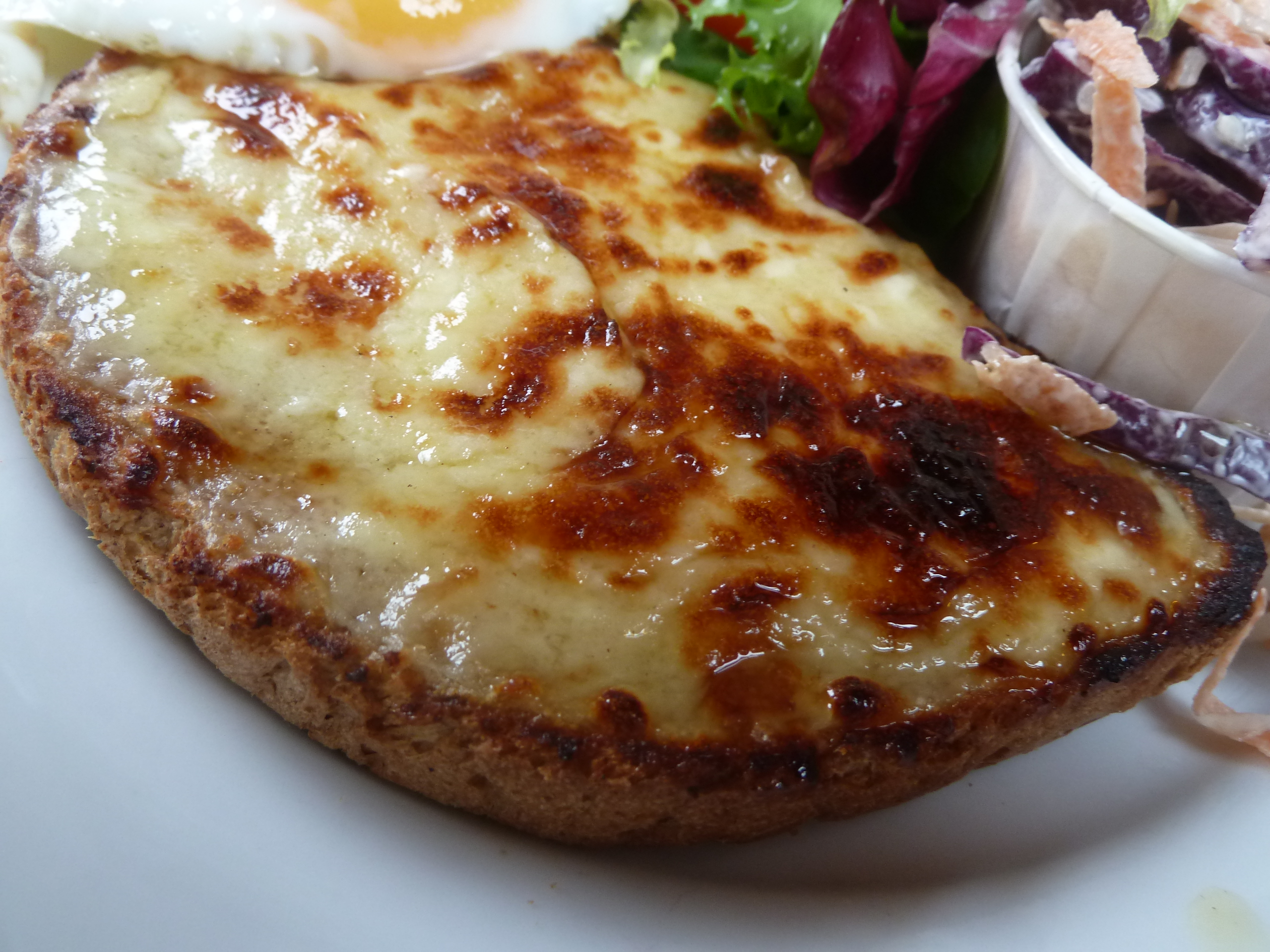
ウェルシュ・レアビット
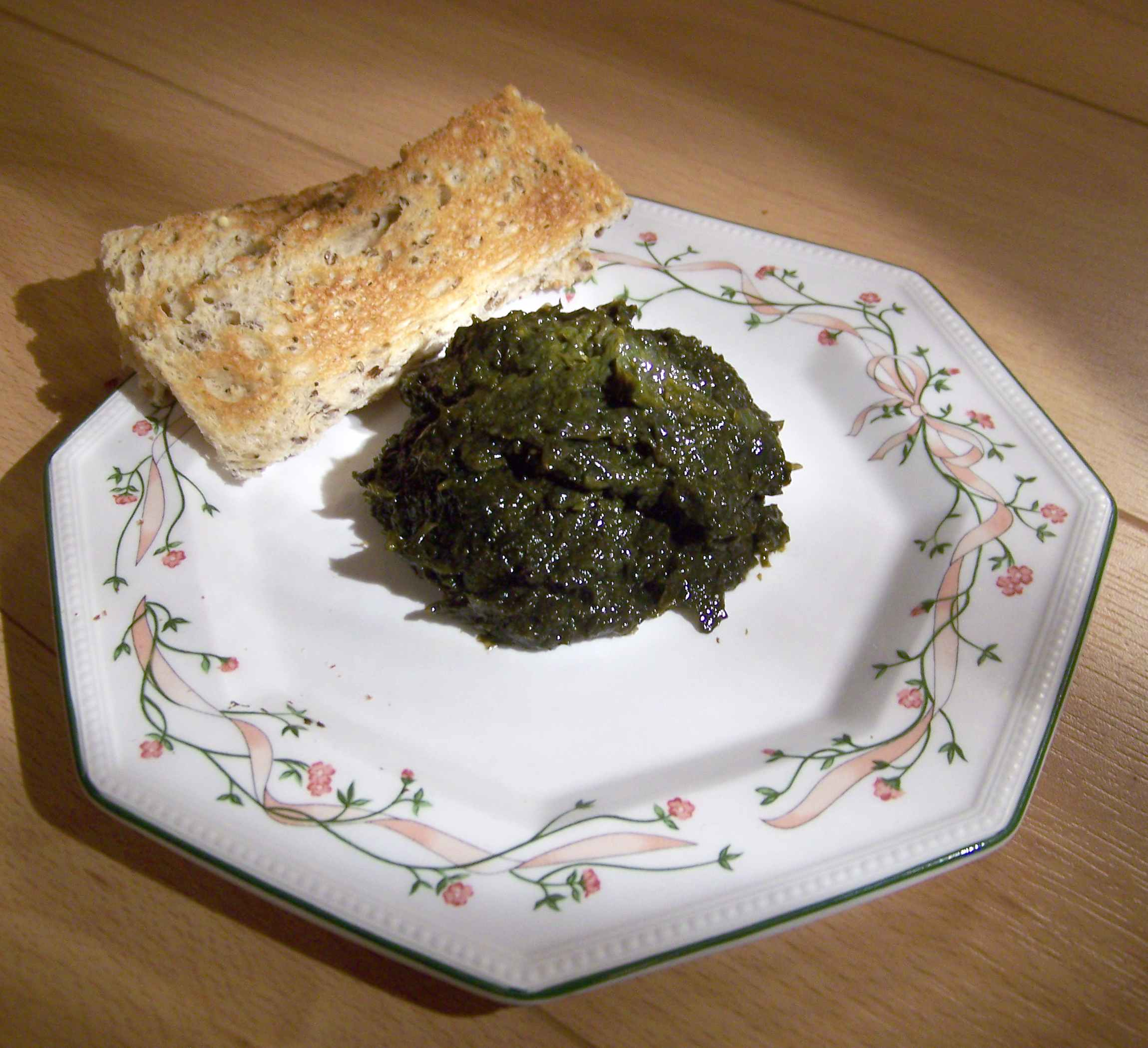
レイヴァーブレッド
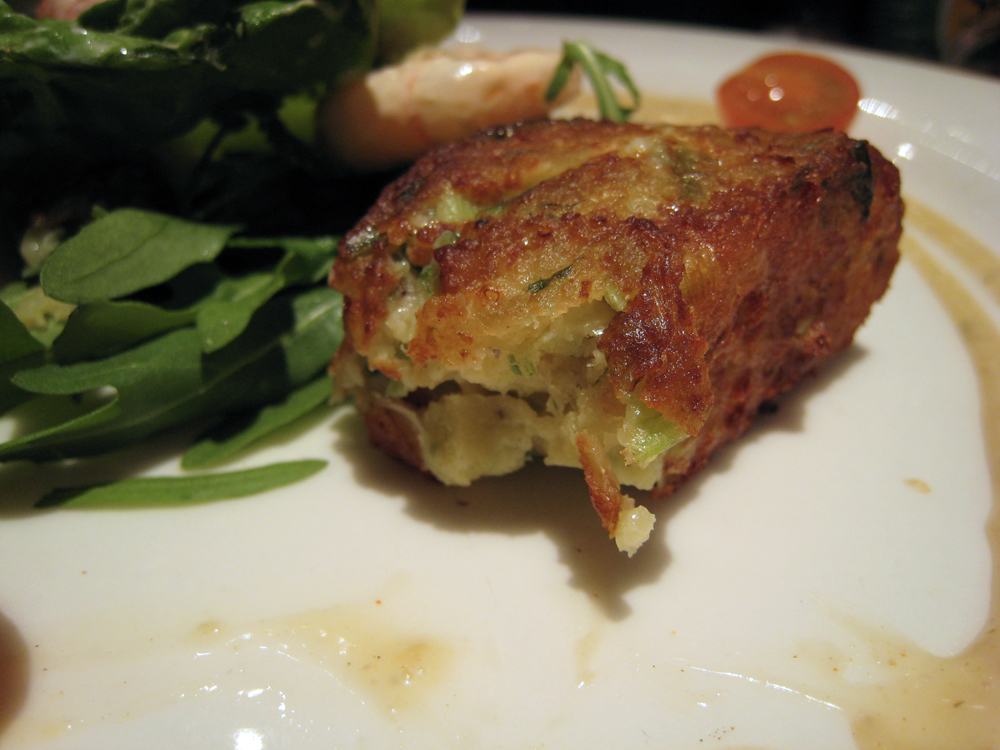
グラモーガンソーセージ
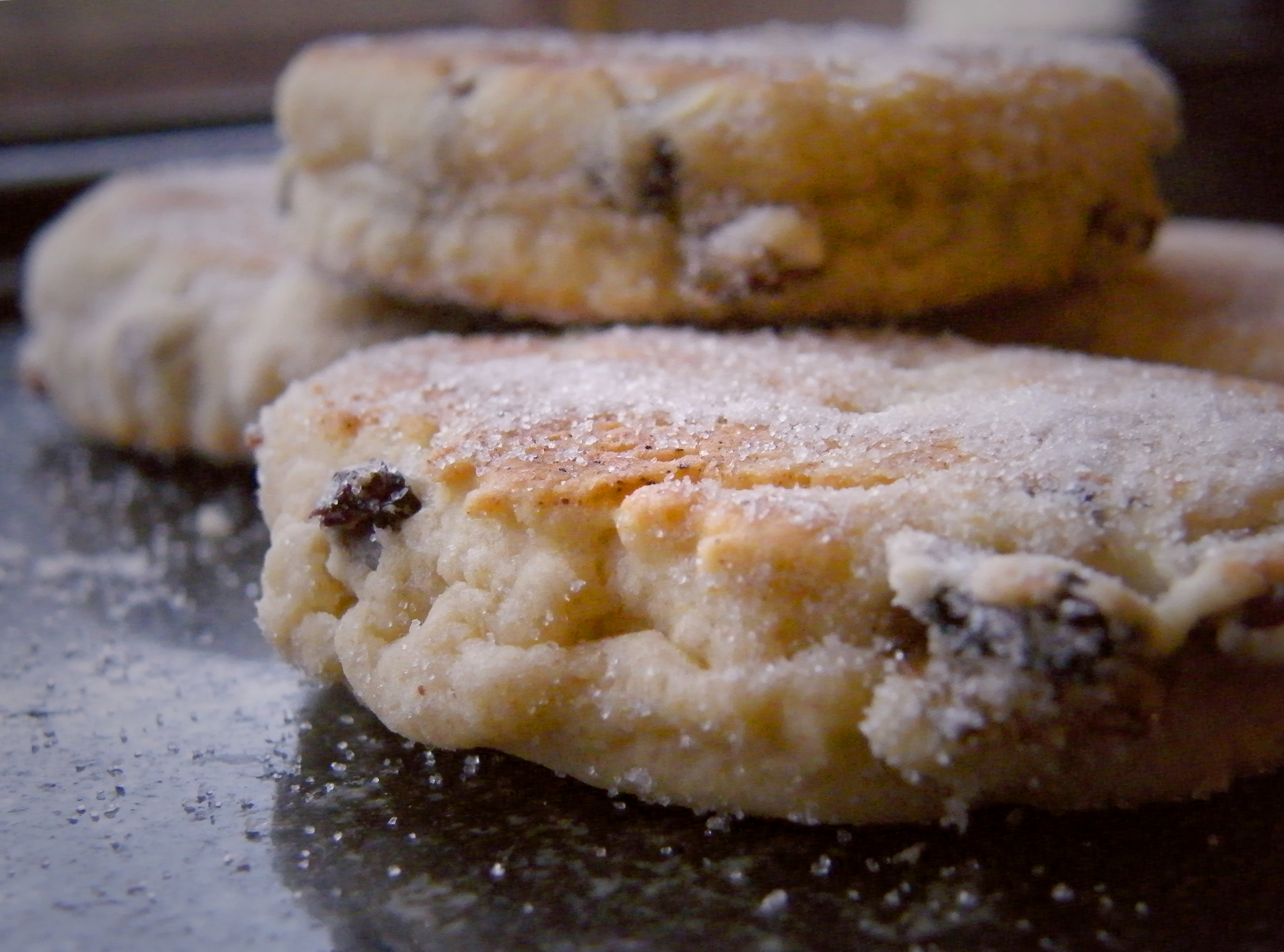
ウェルシュケーキ
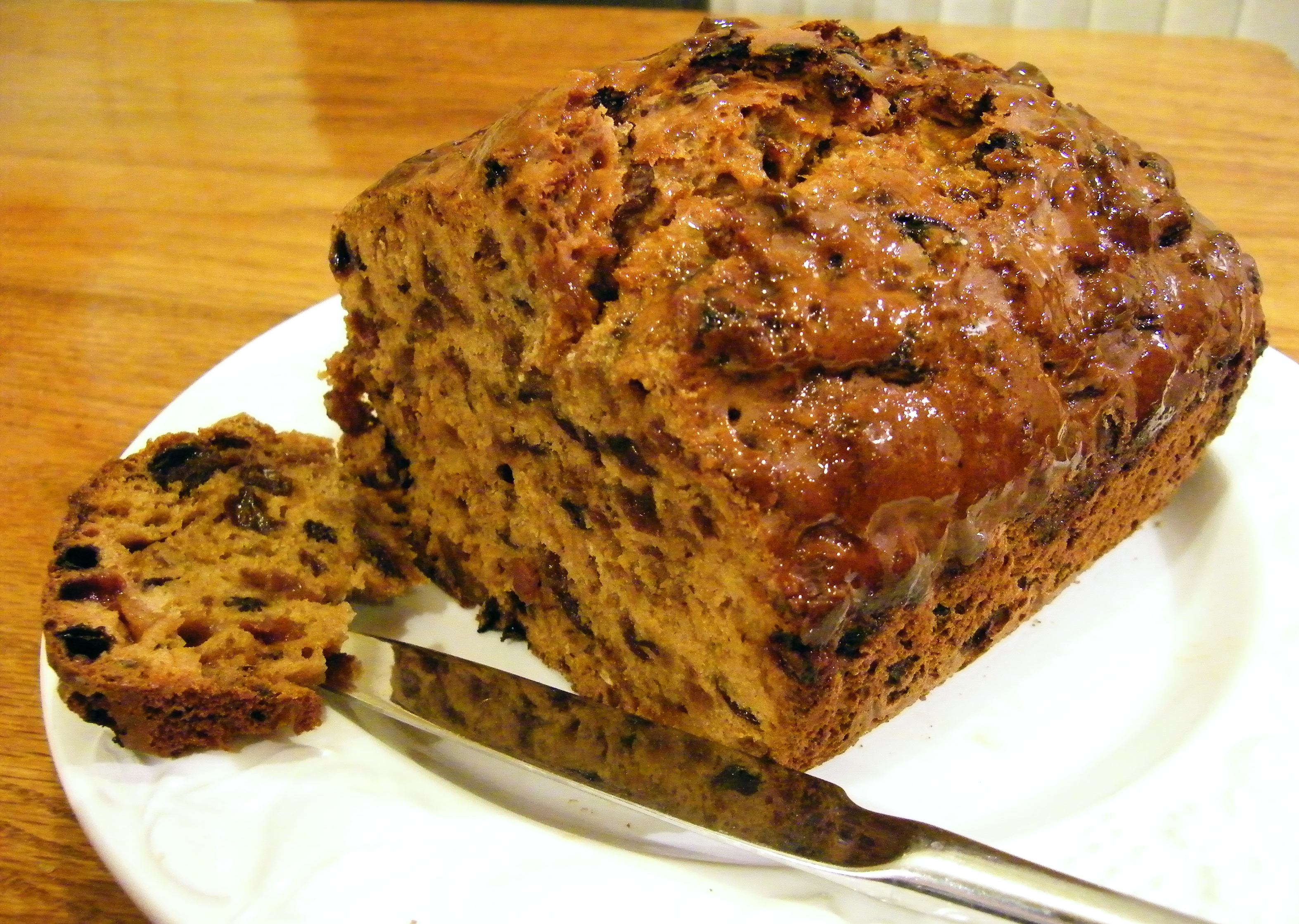
バラブリス
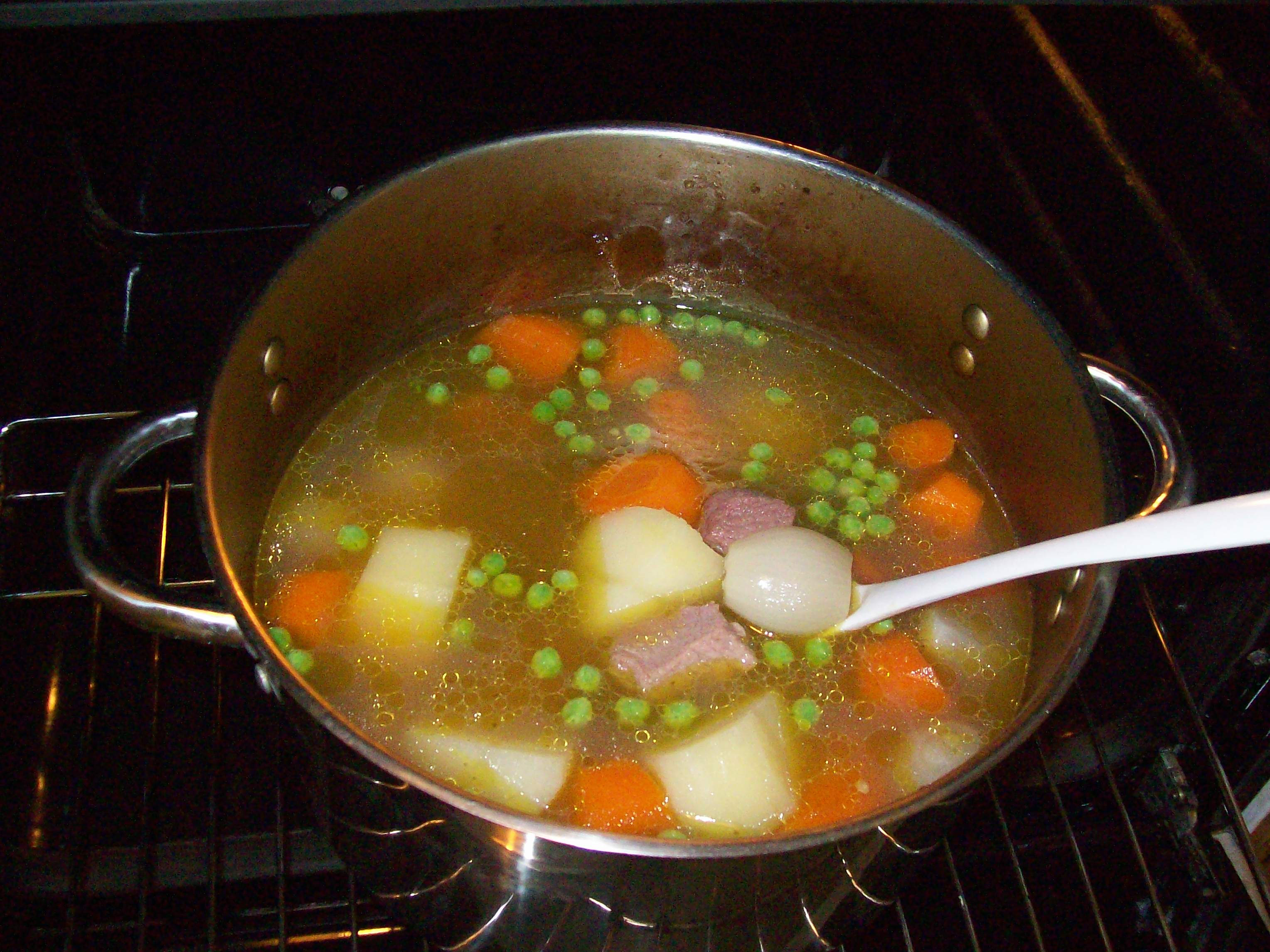
Tatws Popty
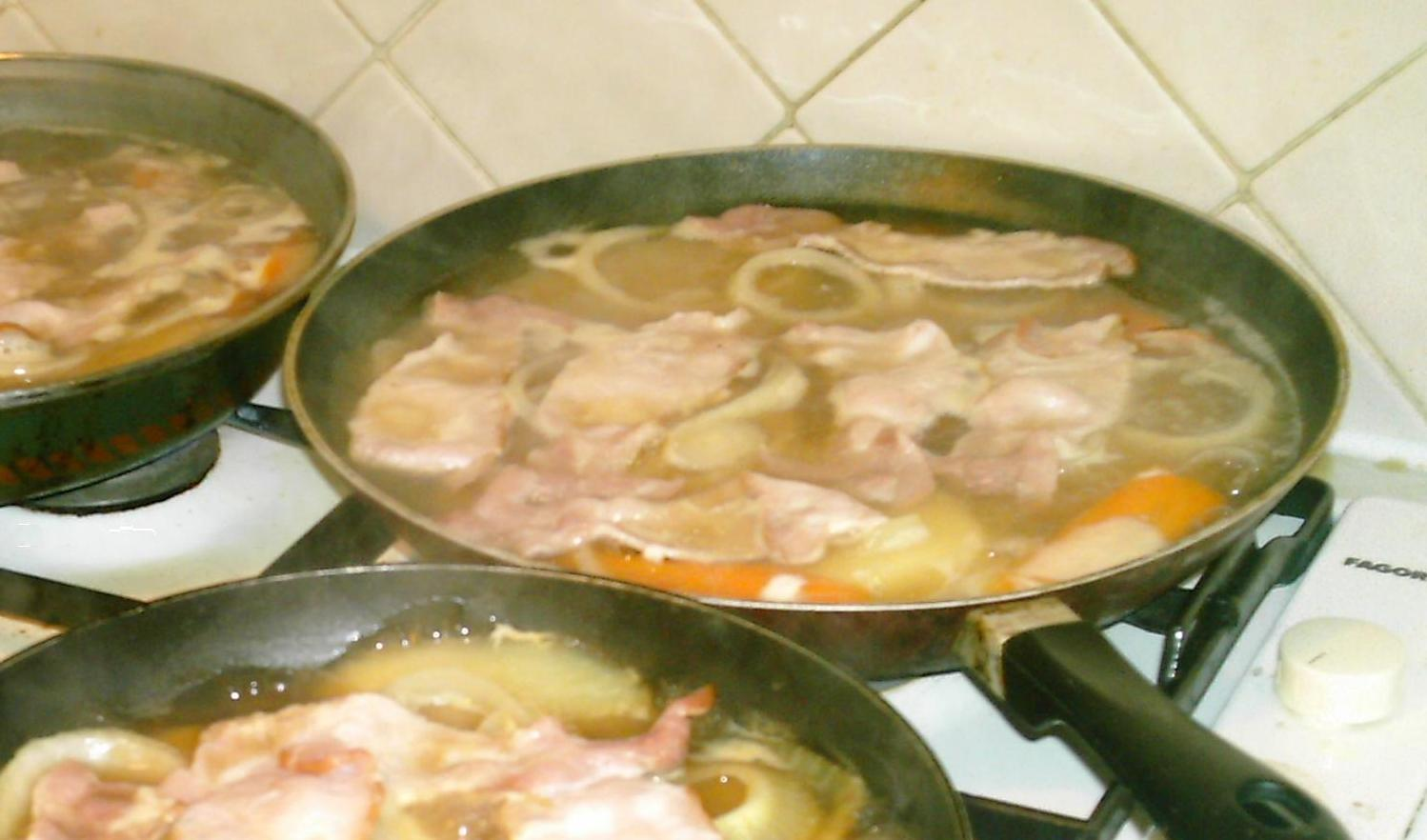
Tatws Pum Munud

## アルコール飲料

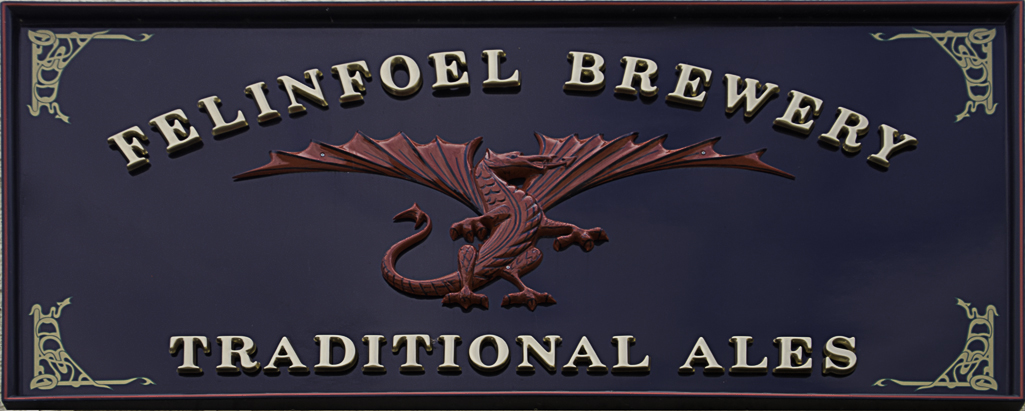
ヨーロッパで最初に缶ビールを販売した醸造所、ヴェリンヴォエルのロゴ

ワインとビール、特に自家製のものは、イングランドと同様にウェールズ社交の中心であった。これはイングランドで自家製アルコールにとって代わって紅茶が人気となったときでさえも残った。ビールは現在ウェールズの国民的な飲み物であるが、ウェールズのビールは他のスタウトやエールのようなイギリスビールほどの地位は得ることはなかった。これは1つにはウェールズでの禁酒運動の妨げとならないよう、醸造所が製品の販売促進を最小にしたためである。
しかしながら禁酒運動により強い影響が残され、醸造所が設立されるときの抗議が日曜日にウェールズのパブ営業を禁ずる法律である日曜休業法 (en) に繋がった。ウェールズのビールへの情熱は残り、1881年にイギリスで最初にラガーを製造したレクサムラガーが開業した。ヴェリンヴォエルは地元の缶業者と取引をして欧州で最初の缶ビール醸造所となった。
ウェールズにはまたウイスキー製造の歴史があり、アイリッシュ・ウイスキーやスコッチ・ウイスキーのような他のケルト人の習慣と同様だが小規模であった。商業用の蒸留は1750年に始まり、その一族はアメリカに移住してケンタッキー・ウイスキーの設立を助けた。19世紀後半まで常にニッチ市場であり、ウェールズの主なウイスキー製造者はグウィネズ、バラ近くのフロンゴッホにあった。蒸留所はスコットランドのウィスキー会社に買い取られ、イングランドのブランドとするため1910年に閉鎖した。1998年にペンデリンとして知られるThe Welsh Whisky Companyが設立され、2000年にロンザ・カノン・タフ、ペンデリンでのウイスキー製造が始まった。ペンデリンのシングルモルト・ウイスキーはこの100年で最初に商業生産したウェールズのウイスキーであり2004年に販売した。この会社はマーリン・クリーム・リキュール、ファイヴ・ウォッカおよびブレコン・ジンも製造している。
ウェールズのブドウ園はローマ人が最初に栽培したが、ウェルシュ・ワインを作るため、1970年代に南ウェールズで近代的ブドウ園の栽培が始まった。開始は遅かったが、2005年までに20のブドウ園が年間10万本、主に白ワインと少しの赤ワインを生産している。英国食品基準庁ワイン基準部会によると、2015年9月までにウェールズには22のブドウ園が運営しており、ウェールズでは約40ヘクタール (99エーカー)のワイン園が栽培されている。
2005年までにウェールズのボトルウォーター産業は、100万ポンド規模となった。人気のブランドにはBrecon Carreg、Tŷ Nant、Princes GateおよびPant Duがある。

## 外食

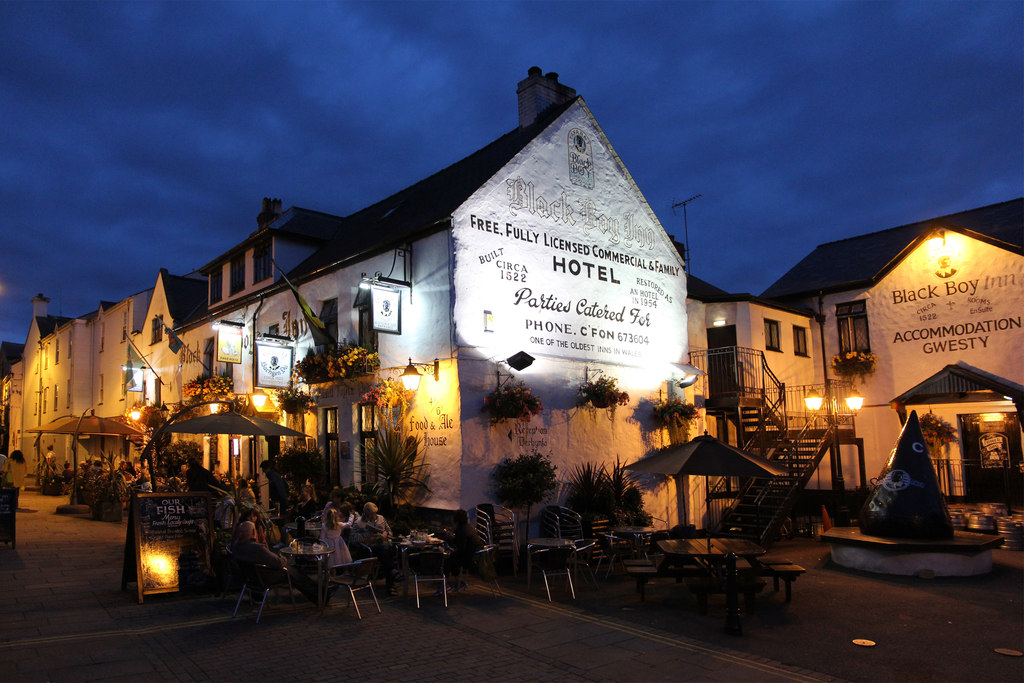
カーナーヴォンのブラックボーイ・イン

特に外食する場所がほとんどなかった1960年代以降、ウェールズのレストランが大幅に増大した。現在、ウェールズはもはや「美食砂漠」ではない；2016年には5つのミシュランの星獲得レストランがあり、トリップアドバイザーやAAといった他の評価でもウェールズのレストランが含まれる。最も顕著に増加したレストランは高級店であるが、ウェールズの飲食店全体で質が向上した。
多くのウェールズのレストランは「ウェールズらしさ」を目玉にしようとするが、カウルのほかに歴史的ウェールズ料理はない。替わりに、ウェールズ産の食材を前面に新しい料理を作っている。ウェールズではアジア料理、特にインド料理、中華料理、タイ料理、インドネシア料理、および日本料理も増加しており、香辛料が効いた料理が好まれている。「ガストロパブ」はイギリス周辺と同様に、最終的に顕著に増加した。